# إرنست باول (سياسي)
إرنست باول (بالألمانية: Ernst Paul)‏ هو سياسي ألماني، ولد في 27 أبريل 1897 في التشيك، وتوفي في 11 يونيو 1978 في ألمانيا. حزبياً، نشط في الحزب الديمقراطي الاجتماعي الألماني. وقد انتخب عضو في البوندستاغ الألماني خلال فترته النيابية ‏ (7 سبتمبر 1949 – 7 سبتمبر 1953).